# Alexia
Alexia és una pel·lícula documental espanyola del 2011 dirigida per Pedro Delgado Cavilla, qui va manifestar que s'havia limitat a fer un treball periodístic i no pas una hagiografia i que no era una resposta a Camino.

## Sinopsi
La pel·lícula reconstrueix la vida d'Alexia González-Barros, una nois adolescent que va morir el 1985 als catorze anys que va morir d'un tumor en la columna vertebral en procés de beatificació per l'Església Catòlica des del 1993 a causa de la fe, enteresa i alegria amb què va afrontar la malaltia, i que des de la seva mort s'ha estés la devoció arreu del món. La seva biografia és narrada per la mateixa Alexia (amb veu de Miriam Fernández) i el seu àngel custodi Hugo (Richard del Olmo) amb testimoniatge de familiars, professors, amics, metges, sacerdots i experts en el procés de canonització.

## Guardons
Va rebre el premi al millor documental als Medalles del Cercle d'Escriptors Cinematogràfics de 2011.